# خوان بابلو شوك
خوان بابلو شوك (بالإسبانية: Juan Pablo Shrek) هو ممثل كولومبي، ولد في 7 نوفمبر 1965 ببوغوتا في كولومبيا.

## أعمال

### أفلام
- (2010) ثلاثة أمتار فوق السماء
- (2012) الجسد

## وصلات خارجية
- خوان بابلو شوك على موقع IMDb (الإنجليزية)
- خوان بابلو شوك على موقع ألو سيني (الفرنسية)
- خوان بابلو شوك على موقع قاعدة بيانات الفيلم (الإنجليزية)
- خوان بابلو شوك على موقع كينوبويسك (الروسية)